# Championnat de Hong Kong de football 2024-2025
Navigation
Hong Kong Premier League 2023-2024 Hong Kong Premier League 2025-2026
La saison 2024-2025 de Hong Kong Premier League est la 11e édition du Championnat de Hong Kong de football, mais c'est la 114e fois que le titre de champion de Hong Kong est remis en jeu. 
Le Lee Man FC est le tenant du titre après avoir remporté pour la 1re fois la compétition alors que le Kowloon City DSA rejoint ce niveau de la compétition.

## Réglement
La Hong Kong Premier League est composé de neuf clubs qui s'affrontent tous lors de trois confrontations tiré au sort en début de saison. Le champion est l'équipe qui obtient le plus grand nombre de points après les 24 journées de championnat. À la fin de la compétition, le champion et le vainqueur de la Coupe de Hong Kong de football 2024-2025 se qualifient pour la Ligue des champions 2 2025-2026. Il n'y a pas de relégation prévu lors de cette saison pour ramener le nombre de club à dix la saison suivante. 
Le classement est calculé avec le barème de points suivant : une victoire vaut trois points, le match nul un. La défaite ne rapporte aucun point.
À égalité de points, les critères de départage sont les suivants :
1. Plus grand nombre de points dans les confrontations directes ;
2. Plus grande différence de buts dans les confrontations directes ;
3. Plus grand nombre de buts marqués dans les confrontations directes ;
4. Plus grande différence de buts générale ;
5. Plus grand nombre de buts marqués ;
6. Classement du Fair-play.

Les règles 1,2 et 3 de départage des clubs lors des rencontres disputées entre eux ne peuvent s’appliquer que si les deux matchs les ayant opposés ont été joués.

## Participants
L'édition 2024-2025 est la 1re édition à neuf équipes, le promu de Hong Kong First Division League est le Kowloon City DSA. Ce club remplace les trois clubs relégués, le Sham Shui Po SA, le Resources Capital FC et le HK U23 qui a été dissous à l'issue de la saison dernière.
| Club                 | Ville        | Classement 2023-2024 | Stade                        | Capacité |
| -------------------- | ------------ | -------------------- | ---------------------------- | -------- |
| Lee Man FC           | Kowloon      | 1er                  | Tseung Kwan O Sports Ground  | 3 500    |
| Tai Po FC            | Tai Po       | 2e                   | Tai Po Sports Ground         | 3 200    |
| Eastern SC           | Kowloon      | 3e                   | Mong Kok Stadium             | 6 664    |
| Kitchee SC           | Wan Chai     | 4e                   | Mong Kok Stadium             | 6 664    |
| Southern District FC | Aberdeen     | 5e                   | Aberdeen Sports Ground       | 9 000    |
| Hong Kong Rangers FC | Île Tsing Yi | 6e                   | Tsing Yi Sports Ground       | 1 500    |
| Hong Kong FC         | Happy Valley | 7e                   | Hong Kong FC Stadium         | 2 750    |
| North District FC    | Sheung Shui  | 8e                   | North District Sports Ground | 2 200    |
| Kowloon City DSA     | Kowloon      | 1er                  | Sham Shui Po Sports Ground   | 2 194    |

Légende des couleurs
- Phase de groupe de la Ligue des champions 2 2024-2025
- Promu de la Hong Kong First Division League 2023-2024

| \| Eastern SC Kitchee SC Hong Kong FC Kowloon City DSA Lee Man FC North District FC Hong Kong Rangers FC Southern District FC Tai Po FC \| Localisation des clubs engagés dans le championnat. |
| Eastern SC Kitchee SC Hong Kong FC Kowloon City DSA Lee Man FC North District FC Hong Kong Rangers FC Southern District FC Tai Po FC                                                           |

## Compétition

### Classement
| Rang | Équipe               | Pts | J  | G  | N | P  | Bp | Bc | Diff |
| ---- | -------------------- | --- | -- | -- | - | -- | -- | -- | ---- |
| 1    | Tai Po FC            | 55  | 24 | 17 | 4 | 3  | 62 | 31 | +31  |
| 2    | Lee Man FC T         | 53  | 24 | 17 | 2 | 5  | 54 | 33 | +21  |
| 3    | Eastern SC C         | 51  | 24 | 15 | 6 | 3  | 54 | 25 | +29  |
| 4    | Kitchee SC           | 42  | 24 | 12 | 6 | 6  | 55 | 25 | +30  |
| 5    | Southern District FC | 28  | 24 | 7  | 7 | 10 | 34 | 35 | -1   |
| 6    | Kowloon City DSA P   | 24  | 24 | 7  | 3 | 14 | 36 | 65 | -29  |
| 7    | Hong Kong Rangers FC | 23  | 24 | 6  | 5 | 13 | 38 | 53 | -15  |
| 8    | North District FC    | 18  | 24 | 5  | 3 | 16 | 37 | 65 | -28  |
| 9    | Hong Kong FC         | 11  | 24 | 3  | 2 | 19 | 21 | 59 | -38  |

| Légende : Qualifications et relégations | Légende : Qualifications et relégations                                                                            |
| --------------------------------------- | --- |
|                                         | Phase de groupe de la Ligue des champions 2 2025-2026                                                              |
|                                         | T : Tenant du titre P : Promus de Hong Kong First Division League C : Vainqueur de la Coupe de Hong Kong 2024-2025 |

### Résultats
| Résultats (▼dom., ►ext.)                                   | ESC | HKFC | KSC | KCD | LMFC | NDFC | HKR | SDFC | TPFC | ESC | HKFC | KSC | KCD | LMFC | NDFC | HKR | SDFC | TPFC |
| Eastern SC                                                 |     | 4-0  | 1-1 | 3-1 | 3-4  | 5-1  | 2-0 | 2-0  | 3-3  |     | 1-1  | 1-1 |     |      | 2-1  |     | 2-1  |      |
| Hong Kong FC                                               | 0-2 |      | 1-3 | 0-2 | 0-4  | 2-0  | 1-3 | 3-4  | 2-0  |     |      |     | 0-0 |      |      | 1-3 | 1-0  | 0-4  |
| Kitchee SC                                                 | 3-0 | 4-0  |     | 6-1 | 1-1  | 5-0  | 8-0 | 1-1  | 0-1  |     | 3-1  |     | 2-3 | 0-1  | 1-2  |     |      |      |
| Kowloon City DSA                                           | 1-1 | 5-3  | 0-5 |     | 1-2  | 3-4  | 2-0 | 2-1  | 2-5  | 1-5 |      |     |     |      |      | 0-5 | 0-2  | 1-3  |
| Lee Man FC                                                 | 1-2 | 3-1  | 4-0 | 3-1 |      | 4-1  | 2-1 | 1-1  | 3-7  | 2-1 | 3-0  |     | 3-2 |      | 4-3  |     |      |      |
| North District FC                                          | 0-1 | 2-1  | 2-2 | 2-3 | 0-3  |      | 3-3 | 2-3  | 0-3  |     | 3-1  |     | 3-1 |      |      | 4-4 |      | 1-2  |
| Hong Kong Rangers FC                                       | 1-3 | 1-0  | 1-2 | 2-2 | 1-2  | 3-1  |     | 1-1  | 2-5  | 0-4 |      | 0-1 |     | 3-0  |      |     |      | 2-3  |
| Southern District FC                                       | 0-2 | 3-1  | 1-1 | 0-1 | 1-2  | 2-0  | 1-0 |      | 1-1  |     |      | 1-3 |     | 0-1  | 4-1  | 2-2 |      |      |
| Tai Po FC                                                  | 1-1 | 2-1  | 1-0 | 5-1 | 2-1  | 3-1  | 3-0 | 3-2  |      | 1-3 |      | 1-2 |     | 1-0  |      |     | 2-2  |      |
| - Victoire à domicile - Match nul - Victoire à l'extérieur |     |      |     |     |      |      |     |      |      |     |      |     |     |      |      |     |      |      |

## Bilan de la saison
| Championnat de Hong Kong de football 2024-2025 |                      |
| Champion                                       | Tai Po FC (2e titre) |
| Coupes et trophées                             |                      |
| Vainqueur de la Coupe de Hong Kong 2024-2025   | Eastern SC           |
| Qualifications continentales                   |                      |
| Ligue des champions 2                          | Tai Po FC            |
| Ligue des champions 2                          | Eastern SC           |
| Promotions et relégations                      |                      |
| Promus en Hong Kong Premier League             | Eastern District SA  |
| Relégués en Hong Kong First Division League    | Aucun                |